# Juillet 1987

## Événements
- Nouveau code électoral au Cameroun, acceptant des candidatures multiples. Élections municipales en octobre, pluralistes dans le cadre du parti unique[1].
- Gorbatchev évoque à propos de la presse la nécessité d’un « pluralisme socialiste ».
- Les Tatars de Crimée défilent à Moscou pour exiger leur retour dans la péninsule d’où ils avaient été déportés par ordre de Staline[2].

- 1er juillet :
  - entrée en vigueur de l'Acte unique européen, qui fixe au 1er janvier 1993 la réalisation du marché unique européen.
  - URSS : le Soviet suprême de l'Union soviétique adopte les réformes économiques proposées par Mikhaïl Gorbatchev [3].
- 3 juillet, Taïwan : levée de la loi martiale, en vigueur depuis 38 ans[3].
- 4 juillet : la cour d’assises du Rhône condamne Klaus Barbie à la réclusion à perpétuité.
- 5 juillet :
  - (Formule 1) : victoire du britannique Nigel Mansell sur une Williams-Honda au Grand Prix automobile de France.
  - (tennis) : le tournoi de Wimbledon se termine par les victoires de l’Australien Pat Cash chez les hommes et de l’Américaine Martina Navrátilová dans le tableau féminin.
- 6 juillet :
  - Égypte : Hosni Moubarak est réélu Président de la République[3].
  - Inde : massacre de 40 pèlerins hindouistes par des extrémistes sikhs  près de Chandigarh (Pendjab) [3].
- 7 juillet :
  - Allemagne :  explosion d’un camion-citerne transportant 36 000 litres d’essence explose dans le centre d’Herborn en faisant 6 morts et 40 blessés[3].
  - URSS : ouverture du procès des responsables de la catastrophe nucléaire de Tchernobyl[3].
  - Zambie : naufrage d’un ferry-boat sur le fleuve Lwapula, plus de 400 personnes sont portées disparues [3],[4].
- 9 juillet : ouverture du 41e festival d'Avignon avec Le Soulier de satin en version intégrale mis en scène par Antoine Vitez avec Ludmila Mikaël, Didier Sandre et  Robin Renucci[3].
- 10 juillet, Corée du Sud : le Président sud-coréen Chun Doo-hwan se retire de la direction du Parti démocrate au profit de Roh Tae-woo[3].
- 12 juillet (Formule 1) : Grand Prix de Grande-Bretagne remporté par Nigel Mansell sur une Williams-Honda.
- 13 juillet, inde : Ramaswamy Venkataraman est élu président de la République[3].
- 14 juillet : 
  - Canada : déluge de Montréal où plus de 100 mm de pluie tombent en deux heures, inondant la ville.
  - France : une crue ravage le terrain de camping du Grand-Bornand (Haute-Savoie) et fait 21 morts et 2 disparus.
  - France : mutinerie à la prison des Beaumettes (Marseille) [3].
- 16 juillet, Corée du Sud : le typhon Thelma (en) fait 123 morts, 212 disparus et 29 000 sans-abris.
- 17 juillet : 
  - La France rompt ses relations diplomatiques avec l’Iran sur fond d'affaire Wahid Gordji[3],[5].
  - République démocratique allemande : la peine de mort est abolie[3].
- 19 juillet, Portugal : triomphe des conservateurs aux élections législatives anticipées (50,2 % et 148 députés sur 250) et légère progression des socialistes (22,24 % et 60 sièges)
- 20 juillet :
  - Guerre Iran-Irak : la résolution 598[6] est adoptée par le Conseil de sécurité des Nations unies. Elle demande un cessez-le-feu immédiat et le retrait des forces belligérantes derrière les frontières internationales, la libération des prisonniers de guerre, l’instauration d’une médiation onusienne. Elle promet une assistance économique et financière pour la reconstruction des deux pays. Mais la guerre des pétroliers se poursuit. La flotte des États-Unis se heurte à celle de l’Iran en octobre 1987 et avril 1988.
  - Jean-François Lamour, médaille d'or au sabre individuel aux  Championnats du monde d’escrime à Lausanne.
- 22 juillet : 
  - Mikhaïl Gorbatchev accepte l'option double zéro (zéro SS-20, zéro Pershing).
  - le caricaturiste palestinien Naji al-Ali est victime d’un assassinat par balle à Londres. Il décédera des suites de ses blessures le 29 août 1987.
- 23 juillet : une équipe franco-britannique explore l’Épave du Titanic grâce au sous-marin de poche Nautile.
- 24 juillet : détournement d’un avion DC-10 d’Air Afrique entre Brazzaville et Paris au cours duquel un passager français est tué.
- 25 juillet - 1er aout : le 72e congrès mondial d’espéranto a lieu à Varsovie. Il est suivi par 5 946 participants venus de 73 pays et a pour thème « L’espéranto, 100 ans de culture internationale ».
- 26 juillet :
  - Formule 1 : Grand Prix automobile d'Allemagne remporté par Nelson Piquet.
  - présentation de la première collection présentée en son nom par le couturier français Christian Lacroix.
  - le coureur cycliste irlandais Stephen Roche remporte le Tour de France 1987
- 27 juillet : le français Stéphane Peyron termine en 47 jours une traversée de l’Atlantique entre New York et La Rochelle sur une planche en voile habitable[3].
- 29 juillet : 
  - un accord est conclu entre le gouvernement srilankais et les rebelles Tamouls, mais simultanément, l’armée indienne intervient pour une opération de maintien de l’ordre. L’Inde devient la puissance protectrice des Tamouls jusqu’en 1989.
  - La patrie ou la mort. Discours de Thomas Sankara devant l'organisation de l'unité africaine[7].
  - le Président de la République française François Mitterrand et le Premier ministre britannique Margaret Thatcher signent le traité franco-britannique autorisant la réalisation du tunnel sous la Manche.
  - les États-Unis acceptent officiellement l'option double zéro de désarmement (zéro SS-20, zéro Pershing) proposée par l'URSS[3].
- 31 juillet :
  - Canada : la tornade d'Edmonton, une des plus puissantes jamais signalées au Canada, frappe la capitale de l'Alberta et fait 27 morts.
  - Affrontements entre forces de l'ordre et pèlerins iraniens à La Mecque : 402 morts, dont 275 iraniens. Les relations diplomatiques sont rompues entre Riyad et Téhéran.

## Naissances
- 2 juillet : Esteban Granero, football espagnol
- 3 juillet :  
  - Sebastian Vettel, pilote de Formule 1
  - Kontra K, rappeur allemand
- 7 juillet : Gaël Faure, chanteur et auteur-compositeur français.
- 9 juillet : 
  - Élodie Fontan, actrice française.
  - Amanda Knox, victime américaine d'une erreur judiciaire.
- 10 juillet : Michelle Fazzari, lutteuse canadienne.
- 14 juillet : Malika Ménard, Miss France 2010 et journaliste pour TV Magazine.
- 15 juillet : Stanisław Drzewiecki, pianiste polonais.
- 20 juillet : Riky Rick, rappeur sud-africain († 23 février 2022).
- 21 juillet : Julien Vantyghem, chansonnier belge.
- 25 juillet : Michael Welch (acteur), acteur américain.
- 28 juillet : Pedro Rodriguez Ledesma (dit Pedro), footballeur espagnol.
- 29 juillet : Génesis Rodríguez, actrice américaine
- 30 juillet : Elise Estrada, chanteuse canadienne.

## Décès
- 2 juillet : Michael Bennett, chorégraphie, danseur, metteur en scène américain (° 8 avril 1943).
- 3 juillet : Hubert Juin, écrivain belge (° 5 juin 1926).
- 4 juillet : Michel Paccard, joueur français de hockey sur glace (° 1er novembre 1908).
- 5 juillet : Pierre Marcilhacy, membre du Conseil constitutionnel (France) (° 14 février 1910).
- 7 juillet : André Dassary, chanteur d'opérette français (° 10 septembre 1912).
- 10 juillet : John H. Hammond, producteur de musique américain (° 15 décembre 1910).
- 17 juillet : Howard McGhee, trompettiste de jazz américain (° 6 mars 1918).
- 18 juillet : Gilberto Freyre, sociologue, anthropologue et écrivain brésilien (° 15 mars 1900).
- 20 juillet : Norbert Casteret, spéléologue et écrivain français (° 19 août 1897).
- 22 juillet : Henri-François Rey, écrivain français (° 31 juillet 1919).
- 25 juillet :
  - Malcolm Baldrige, Secrétaire au Commerce des États-Unis (° 4 octobre 1922).
  - Carlo Bronne, écrivain belge (° 25 mai 1901).
  - Charles Stark Draper, ingénieur américain (° 2 octobre 1901).
- 26 juillet : Tawfiq al-Hakim, écrivain égyptien (° 9 octobre 1898).